# Maligas Bayu
Maligas Bayu is een bestuurslaag in het regentschap Simalungun van de provincie Noord-Sumatra, Indonesië. Maligas Bayu telt 2394 inwoners (volkstelling 2010).